# Los Reyes, Guanajuato
Los Reyes är en ort i Mexiko.   Den ligger i kommunen San Miguel de Allende och delstaten Guanajuato, i den centrala delen av landet, 230 km nordväst om huvudstaden Mexico City. Los Reyes ligger 2 040 meter över havet och antalet invånare är 185.
Terrängen runt Los Reyes är varierad. Runt Los Reyes är det ganska tätbefolkat, med 108 invånare per kvadratkilometer. Närmaste större samhälle är San Miguel de Allende, 14,9 km sydväst om Los Reyes. Trakten runt Los Reyes består i huvudsak av gräsmarker.